# Littlest Petshop : Un monde à nous !
Littlest Petshop
Littlest Petshop : Un monde à nous ! (Littlest Pet Shop: A World of Our Own) est une série télévisée d'animation américano-irlandaise basé sur la franchise américaine de jouets Littlest Pet Shop. La série débute le 9 avril 2018 sur TiJi en France. La série a ensuite été diffusée le 14 avril 2018 sur Discovery Family aux États-Unis.
En France, la série a également fait ses débuts le 2 septembre 2018 sur Gulli.

## Synopsis
Littlest Petshop : Un monde à nous ! est une série sur six animaux domestiques qui traversent un portail magique et visitent le monde de Paw-Tucket.

## Personnages

### Personnages principaux
- Roxie McTerrier : Roxie est un Boston Terrier femelle. Elle n'a pas d'appartement après avoir enfoui un os dans le sol, ce qui l'a fait s'effondrer. Elle devient plus tard la colocataire de Jade pour cette raison. Selon Jade, elle et Roxie vivent également dans la même rue du monde humain, ce qui fait que les deux vont et viennent l'un avec l'autre. Elle a une petite sœur qui s’appelle Mabel, sa propriétaire s'appelle Tessa.
- Jade Catkin : Jade est un chat Bombay femelle. Jade est sarcastique. Elle est d'un réaliste brutal, mais se révèle parfois négative et pessimiste à la place. Elle préfère être honnête sur les sujets qui l'ennuient, mais n'est pas sans cœur quand il s'agit des expériences des autres. On peut voir dans plusieurs épisodes qu'elle adore dormir et se détendre !
- Trip Hamston : Trip l'hamster est un preneur de risque déterminé. Il se considère comme cool et essaie souvent de rester au courant des dernières tendances de Pawtucket. De temps en temps, il peut sembler un peu égocentrique, mais se soucie finalement davantage du bien-être de ses amis et autres animaux de compagnie. En dépit d'être aventureux et zélé, Trip essaie d'être patient avec son meilleur ami plus hésitant, Quincy. Il a des cousins et il s'imagine rappeur.
- Quincy Goatee : Quincy est très timide. Comme il est une chèvre myotonique, il hurle et s'évanouit quand il a peur, mais s'en remet peu de temps après. Il n'aime pas prendre beaucoup de risques et préfère la sécurité et refaire les mêmes choses en plusieurs fois, mais il aime toujours passer du temps avec Trip le plus aventureux. Non seulement Quincy s'est ouvert à essayer de nouvelles choses depuis l'épisode Quincy Le Brave, mais dans l'épisode Chasser vos peurs, il a révélé qu'il voulait vraiment travailler à être moins anxieux en général.
- Edie Von Keet : Edie est une perruche ondulée femelle c'est une reine du drame passionnée de chant et de comédie. En tant qu'actrice en herbe, elle a tendance à exprimer ses sentiments dans des extrêmes, parfois au point de réagir de manière excessive à de petits problèmes. Edie est plein d'espoir et idéaliste. C'est une rêveuse romantique qui peut se laisser emporter par ses propres fantasmes. Un exemple de ce qui s'est passé dans l'épisode Tous sur le pont : Edie est tellement absorbée par l'idée de sortir avec Bertram Corgiwaddle qu'elle suppose qu'il ressent la même chose avant même de le rencontrer.
- Bev Gilturtle : Beverly ''Bev'' est une tortue boite femelle. Bev est plein d'entrain, amical et sortant; se joignant souvent pour aider les problèmes de ses amis, que ce soit des conseils ou une implication directe. Bien qu'elle soit généralement une tortue de bonne humeur, elle peut énerver ses amis avec ses diverses lacunes. Son auto-publicité de bienvenue et peut être considérée comme excessive, en particulier par Jade ou Mister Yut, qui voient peu de charme dans les vidéos. Elle a un cousin qui s'appelle Beau Tortello.

- Savannah Cheetaby : Savannah est une guéparde dépeinte comme une chanteuse célèbre de Paw-Tucket qui est très dévouée à ses fans. Elle apparaît initialement comme un guépard blanc avec des marques noires, des cheveux jaune-vert et des pattes roses, mais a différents schémas de couleurs tout au long de la série. Savannah est allergique aux hamsters, elle sait en quelques sortes réparer et piloter des navires aériens, la couleur de sa fourrure correspond à la collection spéciale de jouets LPS qui était disponible au moment de la sortie d'un épisode.
- Petula Woolwright : Petula est une brebis qui mène son propre groupe d'animaux de compagnie irritants. Peut arrogante, elle n'est pas au-dessus de la débauche, et en paiera d'autres pour gagner plus de jetons de victoire, à savoir des trophées. Petula peut être considérée comme une intimidatrice pour les autres animaux de compagnie et profitera des autres pour obtenir ce qu'elle veut. Elle ponctue souvent le mécontentement des autres avec des lignes de conduite dédaigneuses et «impertinentes». Elle est ennemie avec la plupart des animaux de Paw-Tucket notamment les personnages principaux Roxie, Jade, Bev, Quincy, Edie et Trip.
- Sweetie Pom-Pom : Sweetie est un chien poméranien femelle. Le nom de Sweetie contredit grandement sa personnalité. Faisant partie du groupe de Petula, elle est impertinente, sarcastique et très hostile. Elle obtient un gros coup de pied à l'intimidation d'autres animaux de compagnie, peut-être encore plus que les autres membres du groupe de Petula. Ceci est présenté dans l'épisode Maladroit comme un chat : Sweetie découvre le secret de Jade d'être incapable de se poser sur ses pieds, que Roxie a accidentellement laissé glisser. Sweetie dit à Roxie que la seule façon de ne pas publier le secret de Jade en ligne est que Roxie s'humilie publiquement en annonçant qu'elle a mangé les devoirs d'espagnols de son propriétaire et qu'elle est un très, très mauvais chien.
- Gavin Chamelle : Gavin est un caméléon mâle qui traîne autour du groupe de Petula et joue dans ses ébats. Comme tous les amis de Petula , Gavin est impoli, snob et généralement désagréable. Il aime particulièrement provoquer d'autres animaux en les appelant par leur nom. Même s'il est un tyran, il semble cacher un côté timide. Dans l'épisode Chassez vos peurs, Gavin assiste à un groupe d'animaux qui souhaitent surmonter leurs angoisses, affirmant qu'il est là pour apprendre et utiliser les faiblesses des autres animaux contre eux. Bien que cela soit probablement vrai, certains de ses comportements suggèrent qu'il est également là pour surmonter certaines de ses propres peurs: lorsque les autres participants commencent à paniquer, Gavin s'énerve aussi, et à la fin de la réunion, il avertit Quincy de ne pas dire à quiconque qu'il était dans le groupe. Gavin a un intérêt majeur pour les pirates. Il aime les films de pirates et même les jeux de rôle en tant que pirate. Il se lie à ce sujet avec Edie Von Keet.
- Mitchell Snailford : Mitchell est un escargot et l'un des amis de Petula. Jusqu'à présent, de tous les snobs, Mitchell a fait le moins d'apparitions notables. Comme tous les amis de Petula, Mitchell est un tyran espiègle et est fier de l'être. Parfois, il ne semble pas qu'il soit le crayon le plus brillant de la boîte.

### Personnages récurrents
- Beau Tortello : Beau est une tortue et est une célébrité télévisée à Pawtucket. Il travaille pour Wisteria et est le cousin de Bev Gilturtle. Sa seule apparition était dans l'épisode neuf, saison un, Tout pour la gloire !.
- Mabel : Mabel est peut-être un jeune Teckel ou un Labrador chocolat. Mabel est enrôlée dans un programme appelé Copains Comme Cochons, qui est conçu pour aider les nouveaux arrivants à connaître Paw-Tucket en particulier les jeunes nouveaux arrivants. Chaque jeune animal se voit attribuer un grand frère ou une grande sœur pour aider à les encadrer, et Roxie a été approuvée pour être la grande sœur de Mabel. Jade, étant la colocataire de Roxie, aide également à prendre soin et à guider Mabel. Mabel est... Eh bien, c'est une enfant! Elle est très turbulente et elle aime s'amuser et apprendre de nouvelles choses. Elle imite les animaux auxquels elle est attachée pour apprendre à leur ressembler. Mabel n'aime pas les horaires ou les délais. Elle préfère la spontanéité. Elle est également très curieuse et demandera à plusieurs reprises "Pourquoi?" encore et encore.
- Scoot Racoonerson : Scoot est un raton laveur qui travaille au parc d'attractions en tant que diseuse de bonne aventure bidon. Il n'est l'animal de compagnie de personne dans le monde humain, mais il est entré dans Paw-Tucket en aidant un animal de compagnie et en rendant son propriétaire heureux. C'est un personnage récurrent mineur. Scoot avait une histoire de flâner dans une maison dont le propriétaire a nourri son chien sur son porche, lui volant sa nourriture. Sachant que cela nuirait au chien s'il était mangé, Scoot a mangé un vieil oignon tombé de la poubelle pour sauver le chien. Le propriétaire du chien a déclaré qu'il était content de ne jamais avoir pu piéger Scoot et le conduire à la campagne. Même s'il n'est pas vraiment un animal de compagnie, cela l'a amené à Paw-Tucket. Lorsque Scoot fait ses débuts dans l'épisode Panique sur la grande roue, il peut sembler légèrement hostile. Cela se voit lors de sa première rencontre avec Jade, et les deux ne s'entendent pas du tout. Ils devaient monter dans la même nacelle de la grande roue, et il a fait référence à Jade par des noms comme "princesse" et "Votre Altesse" en réponse à son mécontentement. Mais lorsque le trajet est bloqué et que Scoot remarque que Petula et Sweetie se moquent de Jade car elle a peur, il montre ses vraies couleurs en la défendant. Il partage ensuite l'histoire de la façon dont il est entré dans Paw-Tucket, la grande roue est réparée et ils quittent tous les deux la grande roue en tant qu'amis. Scoot aime ramasser les ordures et les objets brillants, comme les pierres et les bijoux. Il a tendance à «réutiliser» les déchets en quelque chose d'utile, pour lui-même ou pour d'autres animaux de compagnie. Scoot peut aimer fouiller dans les ordures, mais il se soucie toujours de se garder soigné. Dans l'épisode Maladroit comme un chat, il dit à Roxie qu'il frotte du guacamole dans sa fourrure, car cela la rend douce et brillante.
- Austin Goldenpup : Austin est golden retriever avec une fourrure hirsute, c'est un citoyen honnête de Paw-Tucket et un ami de Roxie. C'est un personnage mineur, mais il fait de fréquentes apparitions dans la série. Voyant qu'Austin est formé à l'obéissance, il est très athlétique et fait régulièrement de l'exercice. Il aime particulièrement jouer à des jeux avec ses amis, comme Pawkey, pour obtenir son activité pour la journée. Austin est connu par les autres animaux de compagnie de Paw-Tucket pour être amical et bien élevé. À la suite des preuves présentées dans l'épisode Vol de nuit, il se rend bien qu'il se sache innocent. Austin travaille dur et est toujours prêt à aider un ami. Austin, étant donné sa nature dorée, est un peu naïf. Il ne comprend pas toujours ce que disent les autres animaux autour de lui. Un exemple de cela dans l'épisode La douceur d'un foyer. Roxie lui raconte une blague, mais avant qu'elle ne puisse la finir, elle se rend compte qu'elle doit partir et dit "Je dois y aller !" Austin pense alors que "Je dois y aller !" était le punchline de la blague et rit bruyamment avant de dire: "Je ne comprends pas.". Austin est sympathique avec la majorité des animaux de compagnie à Paw-Tucket. Il ne semble pas avoir d'ennemis et est poli envers les animaux de compagnie même s'ils sont impolis. Roxie a un gros coup de cœur pour Austin, mais Austin est complètement inconscient. Cependant, il considère Roxie et le groupe comme l'un de ses meilleurs amis, et il a été montré qu'Austin à jouer à Pawkey à plusieurs reprises.
- Mister Yut : Monsieur Yut est le poisson responsable de la gestion du commerce à Paw-tucket. C'est un poisson combattant, plus communément appelé poisson betta. Il joue un rôle assez mineur dans la série, malgré le fait que son rôle était beaucoup plus important dans les courts-métrages. M. Yut n'est pas exactement le meilleur animal de compagnie. Il est têtu, extrêmement difficile à satisfaire et rejette souvent les sentiments des autres animaux de compagnie. Depuis qu'il dirige le Littlest Pet Shop, M. Yut connaît très bien les tenants et aboutissants de Paw-Tucket. Dans l'épisode La douceur d'un foyer, il a pu rapidement fournir à Roxie des informations sur l'obtention d'une nouvelle clé du haut de sa tête.
- Capitaine Gilturtle : Le capitaine Gilturtle est une tortue de mer c'est le capitaine du LPS Cruise Ship et l'oncle de Bev.
- Mac Hedgyhog : Mac N 'Cheese Hedgyhog, souvent appelé simplement Mac, est un hérisson et un personnage récurrent mineur dans la série. Il est quelque peu célèbre dans le monde humain et même dans Paw-Tucket pour avoir joué dans de jolies vidéos où il s'habille en petits costumes. Sa première apparition majeure est dans l'épisode Tous sur le pont, où il rejoint le groupe principal d'animaux de compagnie en essayant de jouer avec fantaisie pour le dîner. Il a fait des camées dans plusieurs autres épisodes, comme dans l'épisode Panique sur la grande roue. On ne sait pas encore grand-chose sur Mac, sauf qu'il est un animal détendu et amical. Il a un frère qui s'appelle Sloppy Joe, c'est un ami proche de Trip.
- Sloppy Joe : Sloppy est un personnage mineur et unique dans la série. Sa seule apparition a été dans le court métrage Interview avec Mac Hedgyhog, et il n'a pas été vu ni mentionné depuis. Il est le frère de Mac Hedgyhog, et participe parfois aux vidéos d'habillage mignonnes de Mac. Lui aussi est un hérisson.
- Bree Lahuahua : Bree est un chihuahua femelle c'est l'enseignante de Spin Class à Paw-Tucket, et est considérée comme une célébrité par les autres animaux de compagnie. Le propriétaire de Bree Lahuahua l'emmenait souvent en spin-class. Ayant l'expérience et voyant l'opportunité d'apporter une partie de sa culture à Paw-Tucket, Bree Lahuahua a ouvert la classe de spin pour les animaux de compagnie. Elle anime une émission sur Pet TV et dispose d'une gamme de produits pour l'émission. Elle parle doucement, mais est une formatrice incroyablement dure, soulignant souvent sa voix de ses appels de motivation aux élèves.
- Millie McMallard : Millie McMallard est un canard colvert qui porte un gros béret rouge et des lunettes et est l'amie d'Edie du cours de théâtre. Edie l'avait amenée à la soirée pyjama de Roxie dans l'épisode La soirée pyjama. Millie est à la fois actrice et dramaturge et fait fréquemment référence tout au long de l'épisode aux pièces sur lesquelles elle travaille. Certaines des prémisses de ses pièces sont assez sombres, ce qui suscite l'intérêt de Jade. Cependant, les deux n'ont jamais beaucoup d'interactions ensemble. Millie fait une autre apparition dans l'épisode Comportement modèle. Cette fois, elle filme Bev et Roxie, et semble avoir l'impression de filmer un documentaire. Millie est passionnée et très sérieuse dans son travail d'écriture de pièces de théâtre. Elle est facilement inspirée par les situations et les animaux de compagnie autour d'elle, et est désireuse d'intégrer cette inspiration dans ses pièces. Comme Edie, Millie est martelée et dramatique... Mais un peu comme Edie, l'attitude de Millie est généralement plus réservée et modérée.
- Manny Mouser : Manny est une souris fantaisie mâle et est un personnage récurrent mineur dans la série. Il a développé l'application pour téléphone Easy Cheesy, conçue pour aider les souris à trouver du fromage à proximité. Manny est sympathique et agréable, mais il peut parfois être maladroit avec les autres animaux de compagnie. Cela est particulièrement évident dans l'épisode Trip sur la voie rapide, où il affirme (avec enthousiasme) qu'il n'a pas d'amis. Quoi qu'il en soit, il est toujours très poli envers les autres. Il est intelligent, un peu ringard et montre un intérêt pour la science et la technologie. Il est déterminé et travailleur. Même après que Harry Houndnose ait ri à l'idée d'Easy Cheesy, Manny a continué à travailler et à améliorer l'application.
- Harry Houndnose : Harry, souvent appelé M. Houndnose, est un limier mâle et un personnage mineur dans la série. Il est un homme d'affaires ainsi qu'un juge sur Pet-Centricity. M. Houndnose est strict, imposant et très difficile à impressionner. Il n'est presque jamais montré gentil avec les autres animaux de compagnie. Son attitude dure envers les autres se retrouve dans l'épisode Trip sur la voie rapide : lorsque Trip travaillait pour lui, M. Houndnose ne le laissait pas faire de pauses ou passer du temps avec ses amis, exigeant à la place de travailler sur des réunions et de garder le volant " Frais." Il a aussi ri de Manny Mouser sur son idée d'entreprise, et seulement approuvé quand il a été ajouté comme une nouvelle fonctionnalité à la roue Fly.
- Hoffman Beary : Hoffman est un ours brun mâle et un personnage récurrent mineur dans la série. Il travaille dans un camp sauvage de deux jours pour aider les animaux paresseux à renouer avec leur instinct animal. Hoffman est sympathique, plaisant et plutôt moelleux. Il parle d'une manière calme et neutre en tout temps, et ne semble pas s'énerver trop facilement (voire pas du tout). Bien que Hoffman soit généralement sympa, ses blagues et son attitude peuvent parfois être juste un peu mesquines ; Par exemple, dans l'épisode La vie sauvage, il dit à Jade qu'elle est tombée dans du sumac vénéneux alors qu'elle est vraiment tombée dans des fougères.
- Javier Peacocken : Javier est un paon prétentieux qui aime se regarder. Actuellement, sa seule apparition est dans l'épisode La boîte à suggestions, et la plupart de son temps d'écran lui a été consacré à s'évanouir sur son propre reflet. Jusqu'à présent, tout ce que l'on sait de Javier, c'est qu'il s'admire constamment dans le miroir. Javier est français.
- Tallulah Poodellle : Tallulah est un caniche blanc femelle. Sa fourrure est blanche et turquoise elle a les yeux bleu clair et porte sur sa tête un diadème rose avec un cœur rouge brillant dessus. On peut l'apercevoir dans les épisodes La bourse aux jouets et dans La mode selon Jade.
- Wisteria Persella : Wisteria est un chat persan femelle. C'est une célébrité célèbre à Pawtucket. Elle est apparue pour la première fois dans Tout pour la gloire et sa dernière apparition a été dans l'épisode Comportement modèle. Son pelage est gris et blanc et elle a les yeux cyan.
- Yamua Beetlemoto : Yamua est un scarabée femelle, c'est une habitante de Pawtucket. Sa première apparition a été dans l'épisode Pour l'amour de Jade et sa dernière dans Les fabuleux Roman et Ray. Elle est amie avec Gladys Ladyloo, une coccinelle.
- Gladys Ladyloo : Gladys est une coccinelle femelle, c'est une habitante de Pawtucket. Sa première apparition a été dans l'épisode Pour l'amour de Jade et sa dernière dans Les fabuleux Roman et Ray. Elle est amie avec Yamua, un scarabée.
- Lola Butterflew : Lola est une mannequin qui est apparue dans l'épisode Comportement modèle, quand elle était une chenille, elle avait hâte d'être mannequin mais lorsqu'elle est devenue un papillon, elle s'est rendu compte qu'il y avait un tout nouveau monde à voir et elle prévoyait de tout voir. (c'est ce qu'elle a dit à Bev). Lola est un papillon femelle rose avec des cheveux bleu clair et des yeux violets. Lola semblait avoir développé un attachement pour Bev car elle l'avait rencontrée plus d'une fois quand elle "voyait le monde", et aussi à la fin de l'épisode Comportement modèle quand elle a dit "Hey Bev, oh tu m'as manqué".
- L.B. Froglegs : L.B. Froglegs est le DJ de Purr N Pounce, et est le manager de Savannah Cheetaby dans les courts-métrages. LB Froglegs est une grenouille aux yeux marron, sa première apparition a été dans le court-métrage Bienvenue au Stade de Paw-Tucket ! et dans l'épisode Ça roule pour Bev !.
- Golden Dood : Golden est un golden retriever. Il est photographe de presse. Son visage n'a jamais été vu. Il est apparu seulement dans l'épisode La mode selon Jade.
- Gigi Monkeyford : Gigi est un singe femelle aux yeux violets. Elle est la partenaire de Clicks.
- Clicks Monkeyford : Clicks est un singe et il est le caméraman de Bev pour sa série de court-métrage Paw-Tucket. Dans les courts-métrages, il est silencieux, mais dans la série, il parle. Dans les courts-métrages, Clicks se montre être en train de filmer les courts-métrages pour Bev, de suivre et de documenter ses ébats. Il reste silencieux, même en cas de conflit majeur. Sa première apparition a été dans le court-métrage Bienvenue au Littlest Pet Shop !
- Churchill : Churchill est un chat indéfinissable qui fait ses débuts dans l'épisode Le meilleur ami de l'Homme en tant que nouveau venu à Pawtucket. Dans cet épisode, il a l'habitude de présenter les nombreux éléments de la série, et il a fait plusieurs apparitions et apparitions mineures depuis. Churchill est le premier animal de compagnie à être vu à l'écran après le générique.
- Croak Froggis : Croak est une grenouille Dryophytes cinereus mâle. Sa première apparition a été dans l'épisode L'art ancestral du Net-fu. C'est un artiste martial.
- Carmilla Wingbat : Carmilla est un personnage récurrent mineur dans la série. C'est une chauve-souris frugivore femelle, et même si son espèce spécifique n'est jamais révélée, elle ressemble de près aux renards volants. Elle travaille pour le théâtre de Paw-Tucket. Carmilla a fait ses débuts dans l'épisode Pet Side Story, où elle est vue en tant que machiniste pour le théâtre de Paw-Tucket. Elle s'est sentie obligée de le faire car, selon elle, les chauves-souris sont censées rester dans l'ombre et hors des projecteurs. Edie et Jade n'étaient pas ravis à ce sujet parce que Carmilla a l'intelligence de la scène; Elle mémorise les lignes et les bloque rapidement, a une excellente livraison de ligne et a une merveilleuse voix de chant. Ils ont eu l'idée de monter Carmilla sur scène en tant qu'actrice, et tous les autres animaux de compagnie étaient heureux de suivre ce plan. Grâce à la compassion et aux encouragements de tout le monde, Carmilla travaille maintenant comme actrice et s'occupe de la préparation des coulisses. Carmilla est courtoise et agréable et travaille dur. Elle est extrêmement anxieuse, surtout lorsqu'elle parle à d'autres animaux de compagnie, et a tendance à fuir les situations qui lui mettent la nervosité. Elle ne pense pas du tout positivement d'elle-même et est très excusée. En plus de son anxiété typique, Carmilla éprouve une peur de la scène. Elle est capable de surmonter cela quand elle devient enveloppée dans son rôle. Carmilla parle normalement d'une voix très calme, mais cela ne l'empêche pas de bien articuler ses lignes lorsqu'elle agit. Carmilla, contrairement aux vrais renards volants, a la possibilité d'utiliser l'écholocation.
- Daisy Pittsbull : Daisy est l'ami de Roxie. C'est un American Pit bull terrier mâle. Il est apparu pour la première fois dans l'épisode La bourse aux jouets.
- Didi : Didi est un personnage mineur dans la série. C'est une perruche qui travaille dans une ferme à la fois à Paw-Tucket et dans le monde humain. Dès que Didi est arrivée à Paw-Tucket, elle a rencontré Edie, qui était stressé de ne pas pouvoir jouer avec précision un oiseau de pays dans une prochaine pièce. Les deux d'entre eux sont immédiatement devenus amis et ont accepté de changer de position pendant un certain temps, principalement pour qu'Edie puisse entrer dans le rythme de son rôle. Une fois que Didi a rencontré les amis d'Edie et a passé une semaine entière à s'amuser avec eux, elle s'est tellement emportée dans la vie d'Edie qu'elle a même commencé à vouloir reprendre la carrière d'acteur d'Edie. Didi a un accent méridional. On peut l'entendre même lorsqu'elle essaie d'imiter Edie, ce qu'elle fait très bien.
- Maire Perrito : Le maire Perrito est le maire de Pawtucket c'est un chihuahua mâle. Le maire Perrito, bien que sympathique, continue à inculper et à punir les fautes professionnelles à Paw-Tucket. Il n'est probablement pas sur un terrain ferme avec Austin, qu'il a presque banni pour petit vol. Le maire peut ressentir une certaine pression de la mentalité de la foule à Paw-Tucket, comme le montre la foule qui chante dans l'épisode Vol de nuit. "Perrito" est un diminutif pour chien ("perro") en espagnol. Le maire n'a aucune qualification, mais dit à la place qu'il a été nommé maire pour avoir le nom de naissance «maire».
- Otto Puss : Otto est une pieuvre et un personnage mineur dans la série. Il apparaît dans l'épisode Double jeu, travaillant dans la ferme de Didi. Otto est conscient qu'une pieuvre vivant dans une ferme est un peu étrange, mais il s'en fiche. Il aime le travail agricole et est également très bon dans ce domaine. Avoir huit jambes accélère les tâches, ce qu'il démontre dans l'épisode Double jeu. Didi décrit Otto comme un hippie, et étant donné son attitude détendue et insouciante, elle n'était pas trop loin de la réalité. Otto n'est resté à l'écran que quelques minutes, donc on ne sait pas grand-chose de lui; Il était très sympathique avec Edie, cependant, et semble être un animal de compagnie agréable et polyvalent.
- Ray : Ray est un lapin femelle et un personnage mineur dans la série. C'est une magicienne qui fait des spectacles avec Roman, son partenaire. Le rôle principal de Ray dans leur duo magique est de perfectionner le timing et de rediriger l'attention du public. Alors que Ray et Roman peuvent tous deux faire de la magie, la magie est plus le fort de Ray tandis que Roman se concentre davantage sur la comédie. Ray est vive et précipitée. Elle n'est pas toujours patiente avec les autres animaux, et comme Bev l'a dit, elle ne se connecte pas très facilement avec le public. Malgré cela, Ray ne se montre pas froide ou intentionnellement grossière juste tendue. Elle reconnaît qu'elle est une magicienne qualifiée mais n'est pas prétentieuse. Elle est très travailleuse et porte une attention particulière aux détails pour s'assurer que chacun de ses tours est parfait. Elle est reconnaissante de l'amitié de Roman et de toutes ses contributions à leurs performances.
- Roman : Roman est un bulldog tibétain mâle et un personnage mineur dans la série. C'est un comédien et un magicien, et il fait des spectacles avec son partenaire et amie Ray. Roman peut faire de la magie, mais ce n'est pas exactement son point fort. Il contribue aux tours de Ray, mais son objectif principal est l'aspect comique de leurs spectacles. Roman est maladroit, détendu et plaisant. Comme l'a souligné Bev , il est très bon pour se connecter avec le public en raison de sa nature sortante. Même si Roman est amical, il a un côté inconsidéré. Pendant un certain temps, il a balayé les spectacles de magie sans son acte de comédie comme «ennuyeux»; Cependant, il a surmonté cet état d'esprit une fois qu'il a réalisé à quel point Ray travaille dur dans sa magie. Roman est très heureux d'avoir Ray comme ami et apprécie tout ce qu'elle fait pour leur duo.
- Roget Lapin : Roget est un lapin mâle. Il avait fait équipe avec Petula et son groupe pour une course d'agilité dans l'épisode Un pour tous, tous plus vite !, il est très méchant et prétentieux, on pouvait aussi remarquer qu'il est était très rapide c'est pour cela qui s'est venté. Roget est un français, c'est un parisien (on le sait grâce à la musique du fond qui elle est jouée à l’accordéon).
- Sultanna Siam : Sultanna est un professeur de yoga à Paw-Tucket. C'est un chat siamois femelle.
- Shug Gliderman : Shug un Phalanger volant mâle, est un personnage mineur et l'un des nombreux amis de Bev. C'est un sportif extrême aussi bien qu'un pilote. Shug apparaît pour la première fois dans l'épisode Le Pic de l'Aigle, où Bev entreprend de plonger au large du Pic de l'Aigle pour tenter de l'impressionner. Alors que Bev raconte à Edie, Roxie et Jade qui est Shug, une petite vidéo qui le montre surfer sur de grosses vagues et escalader des montagnes rocheuses. Beaucoup plus tard dans l'épisode, Shug félicite Bev pour sa "plongée" après qu'il a gracieusement descendu du sommet du Pic de l'Aigle. Shug réapparaît dans l'épisode Le fan numéro un, travaillant cette fois comme pilote pour le vaisseau aérien de Savannah Cheetaby. Étant donné la passion de Shug pour les sports extrêmes, il doit être très courageux; Dans le même temps, il peut être insouciant et inconscient des risques. Par exemple, dans Biggest Fan, Shug met en fait les animaux plus en danger en s'envolant pour acheter une pièce pour le vaisseau aérien de Savannah, laissant Savannah, Quincy et Bev sans pilote alors qu'ils planent à l'étranger. Inutile de dire, cependant, que Shug n'est pas un mauvais animal de compagnie. Dans chaque interaction qu'il a eue avec d'autres personnages, il n'a pas été hostile, même une fois. Shug et Bev participent au même cours de fitness ensemble, c'est ainsi qu'ils sont devenus amis.
- Sherwin : Sherwin est un Old English Sheepdog mâle; Il est important de noter que "Old" fait partie du nom de la race et n'est pas un indicateur de son âge. Il est un personnage mineur dans la série, et sa seule apparition était dans l'épisode Jade se bouge les papattes. Dans l'épisode Jade se bouge les papattes, Sherwin est en fait un nouveau venu dans le monde de Paw-Tucket. Il se fait mal à la patte après avoir tenté de rassembler Petula Woolwright , alors Roxie pousse Jade à prendre soin de lui. Elle accepte à contrecœur et les deux amis l'aident à rejoindre leur appartement. Il fait des demandes fréquentes pour des choses comme la nourriture, et bien qu'il soit très reconnaissant, cela commence à porter sur Jade, qui se méfie beaucoup de lui. Ses soupçons se révèlent vrais lorsqu'elle surprend Sherwin sautant du canapé pour ramasser quelque chose qu'il avait laissé tomber. Jade montre à Roxie que Sherwin en avait profité en déguisant Quincy en mouton. Sherwin est immédiatement envoyé dans son mode de troupeau, alors il saute sur ses pieds et essaie de rattraper Quincy. Sherwin se rend compte qu'il a été pris et s'excuse d'avoir utilisé Roxie et Jade comme il l'a fait. Il explique ensuite qu'il se sent exclu dans le vaste monde de Paw-Tucket et ne sait pas comment se faire des amis, alors il avait voulu que la gentillesse de Jade et Roxie dure aussi longtemps que possible. Les deux comprennent cela, et Roxie lui assure qu'il y a toutes sortes d'animaux de compagnie qui aimeraient le connaître. Même s'il a profité de la gentillesse de Roxie et de la coopération de Jade, Sherwin ne commandait pas dans ses demandes. Quand il a réalisé comment il s'était comporté, il s'est excusé, et il a été révélé que Sherwin est assez timide et se sent souvent exclu. Il parle poliment et semble très modeste, affirmant que son idée du luxe est un lit de foin sous le toit d'une grange.
- Samson Rotterson : Samson est un rottweiler mâle. Il est apparu pour la première fois dans le premier épisode de la série, Roxie l'avait appelé car Petula et sa bande ne voulais pas sortir de la maison de Savannah. Il est d'une grande aide.
- Sasha Siberio : Sasha est un husky sibérien femelle et un personnage mineur dans la série. C'est une magicienne qui a le pouvoir d'hypnotiser les animaux de compagnie. Sa seule apparition jusqu'à présent a été lors de la croisière dans l'épisode Le redoutable capitaine Bev, et elle était là uniquement pour effectuer un spectacle. Comme indiqué ci-dessus, Sasha est apparu pour la première fois sur le bateau de croisière du capitaine Gilturtle pour une performance dans l'épisode Le redoutable capitaine Bev. Elle pourrait être un membre permanent de l'équipage, car le capitaine l'a présentée comme «la nouvelle addition à [la] famille des navires de croisière LPS». Avant de partir pour son spectacle, Sasha voulait démontrer ses pouvoirs à l'équipage en les hypnotisant pour qu'ils agissent comme des poulets. Bev confuse entra bientôt dans l'agitation. Sasha a expliqué ce qui se passait, mais quand elle a essayé d'utiliser ses pouvoirs sur Bev, Sasha a fini par s'hypnotiser elle - même depuis Bev portait des lunettes de soleil réfléchissantes. C'est par pure coïncidence que tout le monde a été sorti de l'hypnose à la fin de l'épisode. Bien que Sasha ne soit pas apparue depuis l'épisode Le redoutable capitaine Bev, elle n'a pas encore été exclue en tant que pièce unique depuis que très peu d'épisodes ont eu lieu sur le bateau de croisière. On ne sait pas grand-chose de Sasha, mais elle avait une attitude agréable à chaque fois qu'elle était à l'écran, donc on peut supposer qu'elle est un animal de compagnie amical. Elle parle d'une manière ambitieuse et excitée. Afin de sortir les animaux de compagnie de l'hypnose, Sasha (ou n'importe qui) doit dire: "Abandonne le navire!" Sasha porte également une paire de gemmes bleues, mais elles disparaissent dans de nombreux cadres et photos. Il n'est pas clair s'il s'agit d'une erreur d'animation ou si ses gemmes bleues devaient être supprimées.
- Pearl le chat de salon : Pearl est un chat femelle qui travaille dans le salon Shake 'n Dry. Pearl est gentille avec ses clients, allant même jusqu'à offrir des conseils à Roxie et Jade dans l'épisode Pour l'amour de Jade. Elle aime parler à d'autres animaux de compagnie et est très enthousiaste.
- Petunia Cloghoof : Petunia la chèvre est un personnage mineur et a impliqué un intérêt amoureux dans l'épisode Tous sur le pont, qui est parallèle à la paranoïa de Quincy. Petunia est souvent trop timide et trop prudente, mais trouve du réconfort dans les mêmes attributs de Quincy. La relation du personnage la plus (uniquement) établie de Pétunia est avec Quincy, avec qui elle est assise sur un canot de sauvetage dans l'épisode Tous sur le pont. Cela pouvait être considéré comme un rencard mais n'était pas mentionné comme tel dans le canon.
- Simon Puggerson : Simon est une célébrité de Paw-Tucket. C'est un carlin mâle et il a une fille qui s'appelle Penelope elle aussi est un carlin.
- Penelope Puggerson : Penelope est la fille de Simon Puggerson. C'est un petit carlin femelle qui est assez capricieuse, elle a un nœud rose sur sa tête. Son père et elle font leur dernière apparition dans l'épisode Une simple imitation.

## Paw-Tucket
- Le Littlest Petshop : Le Littlest Petshop est un endroit où tous les animaux de PawTucket se réunissent, on peut y faire des siestes dans un coin calme, faire du shopping ou passer du temps entre amis, aller au spa. Il y a tant de choses à faire là bas.
- Pet Ultimate Appartements : Le Pet Ultimate Appartements est un endroit ou on y trouve beaucoup d'appartements et de variété de chambres spécifique, c'est là que vivent les Pet Shop.
- Centre Sportif Pompa'pattes : Le Centre Sportif Pompa'pattes est un endroit pour faire du sport seule ou entre amis et prendre des cours de spinning.
- Bateau de Croisière Littlest Pet Shop : Le Bateau de Croisière Littlest Pet Shop est un bateau ou on peut y faire beaucoup de choses comme aller à la piscine à vagues pour faire du surf et pas que, faire le toboggan tourbillon ou faire la fête.
- Salon de Coiffure Shake 'n Dry : Au Salon de Coiffure Shake 'n Dry on propose tout sortes de soins, la pedicure, l'enveloppement d'algues hydratante, le masque de boue détoxifiant etc..., bref dans ce centre de détente on ne peut que se détendre et se reposer.
- Stade de Paw-Tucket : C'est au Stade de Paw-Tucket que tous les concerts de la ville se tiennent.
- Auberge Chill-Out : L'Auberge Chill-Out est une station de ski ou les animaux du monde entier peuvent faire n'importe-quel sport de neige et se reposer au coin du feu à l'intérieur.
- Parc de Paw-Tucket : Le Parc de Paw-Tucket est un endroit idéal pour rencontrer ses amis, faire des activités de pleins air, du sport, des spectacles et des fêtes.
- Parc d'Attractions : Le Parc d'Attractions de Paw-Tucket est l'endroit ou tous les animaux peuvent s'amuser a faire des jeux, faire le roller-coaster Saut de Lapin, manger et pleins d'autres choses.
- Le Pic de l'Aigle : Le Pic de l'Aigle est la plus haute montagne de Paw-Tucket. Fidèle à son nom, le Pic de l'Aigle ressemble à un gigantesque aigle de pierre. Il est situé dans une zone reculée au large d'une plage, et les animaux domestiques doivent parcourir un sentier de randonnée escarpé pour l'atteindre.  La plus grande partie de la montagne est inaccessible. Il y a un rebord au sommet de la poitrine et des épaules de l'aigle, mais à moins que l'animal ne soit un grimpeur habile ou ne sache voler, il ne pourra pas grimper sur le cou et la tête. Il est tellement dangereux de descendre plus bas que les épaules que cela peut être tout aussi bien impossible.

## Distribution

### Voix originales
- Diana Kaarina : Roxie McTerrier / Petula Woolwright / Dooley Wolfhound
- Ingrid Nilson : Jade Catkin / Tallulah Poodellle / Gladys Ladyloo
- Travis Turner : Trip Hamston / Frog / Vendor
- Kyle Rideout : Quincy Goatee / Hubcap / Roget Lapin
- Lili Beaudoin et Diana Kaarina (chant) : Edie Von Keet / L.B. Froglegs / Labrador
- Rhona Rees : Bev Gilturtle
- Bethany Brown : Savannah Cheetaby
- Brittney Wilson : Sweetie Pom-Pom
- Alessandro Juliani : Gavin Chamelle / Mayor Perrito / Daisy Pittsbull / Churchill / Maire Perrito
- Ian Hanlin : Mitchell Snailford / Samson Rotterton
- Vincent Tong : Mister Yut / Scoot Raccoonson / Austin Goldenpup / Croak Froggis / Sherwin / Harry Houdnose / Hoffman Beary
- Shannon Chan-Kent : Millie McMallard / Ray / Lola Butterflew / Yamua Beetlemoto / Penelope Puggerson / Pearl / Rima Rhymalayan / Pinka Carrots / Russian Blue Cat / Ittybit / Owl Bunny / Kate Cattily / Madame Fluffkins / Vicky Cattily / Yellow The Salon Cat / Scrapper #4 / Cleo Curlycat / Grey Babs Shortpaws
- Lanie McAuley : Carmilla Wingbat
- Tabitha St. Germain : Sasha Siberio / Mayday Shy / Sultanna Siam / Loudspeaker / Miranda Bunnyton / Glenda Bunnyton / Breezy Laperm / Toy / Nap Alarm / Blutty Cattily
- Rebecca Shoichet : Wisteria
- Maryke Hendrikse : Bree Lahuahua
- Chanelle Pelosso : Petunia Cloghoof
- Andrew Francis   : Checkers Pengo / Dawson Daneskit / Chicken / Scrapper #2
- Jonathan Whitesell : Mac Hedgyhog
- Richard Ian Cox : Beau Tortello / Shug Gliderman / Javier Peacocken
- Kyle Rideout : Otto Puss
- Alex Barima : Roget Lapin
- Brian Drummond : Roman
- Ryan Beil : Manny Mouser

### Voix françaises
- Esther Aflalo : Roxie
- Helena Coppejans : Edie / Labrador
- Manon Hanseeuw : Jade / Sweetie / Vicky Cattily / Kate Cattily / Ittybit
- Simon Hommé : Quincy / Roget Lapin
- Fanny Dreiss : Bev

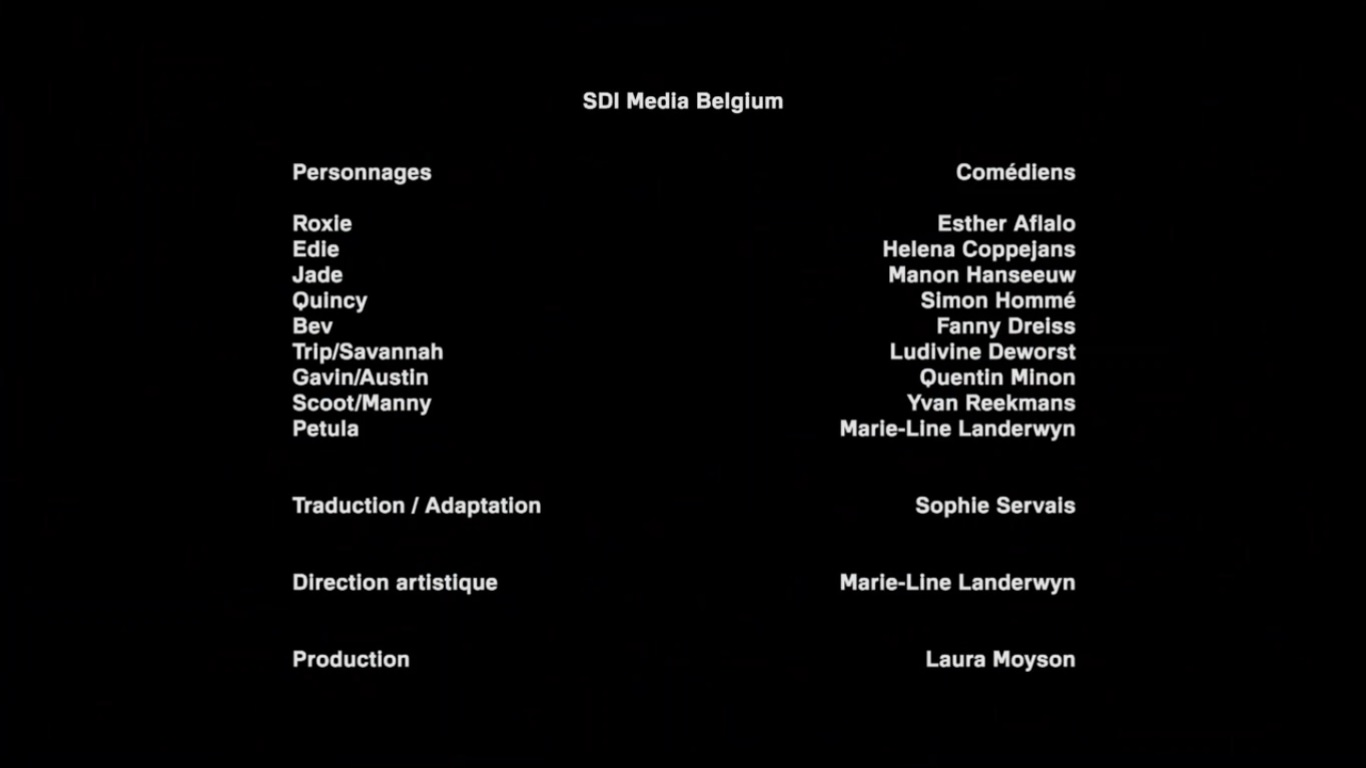

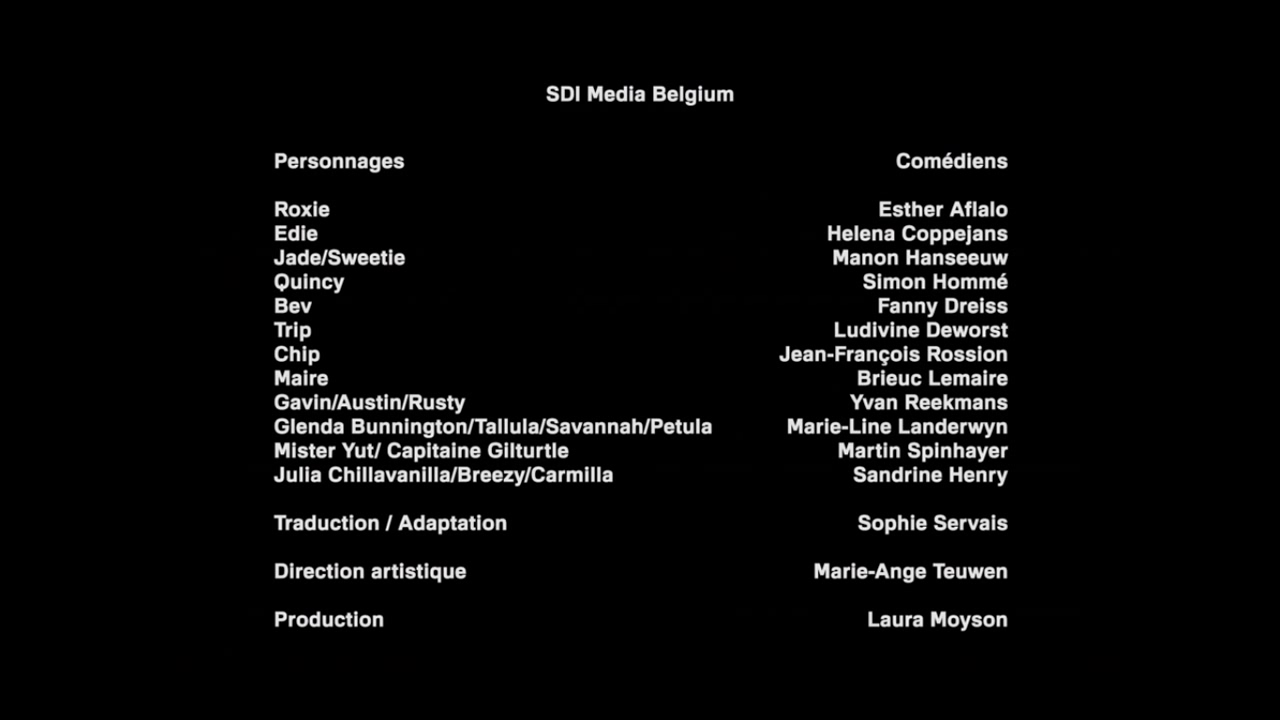

- Ludivine Deworst : Trip / Savannah
- Quentin Minon : Gavin / Austin / Rusty
- Yvan Reekmans : Scoot / Manny
- Marie-Line Landerwyn : Petula / Glenda Bunnington / Tallula / Savannah
- Martin Spinhayer : Capitaine Gilturtle / Mister Yut / Schnauzer
- Sophie Landresse : Sasha Siberio / Sultanna Siam
- Quentin Minon : Austin
- Yvan Reekmans : Manny
- David Manet : Hoffman
- Brieuc Lemaire : Maire Perrito
- Sandrine Henry : Julie Chillavanilla / Breezy / Carmilla / Blutty Cattily / Miranda Bunnyton / Toy

version française
- Société de doublage : SDI Media Belgium
- Traduction / Adaptation : Sophie Servais
- Direction artistique : Marie-Line Landerwyn / Marie-Ange Teuwen
- Production : Laura Moyson

## Diffusion internationale
- TiJi, depuis le 7 juillet 2018 sous le titre Littlest Petshop : Un monde à nous !
- Discovery Family, depuis le 14 avril 2018 sous le titre Littlest Pet Shop: A World of Our Own
- Nickelodeon, depuis le juin 2018 sous le titre Littlest Pet Shop: A World of Our Own
- Treehouse TV, depuis le 2 juin 2018 sous le titre Littlest Pet Shop: A World of Our Own
- 9Go!, depuis le 5 octobre 2018 sous le titre Littlest Pet Shop: A World of Our Own
- POP (en), depuis le 3 septembre 2018 sous le titre Littlest Pet Shop: A World of Our Own

## Épisodes

### Panorama des saisons
| Saisons | Saisons | Épisodes | États-Unis      | États-Unis      | France                                       | Canada                       | Canada          | Canada        |
| Saisons | Saisons | Épisodes | Début de saison | Fin de saison   | Début de saison                              | Fin de saison                | Début de saison | Fin de saison |
| ------- | ------- | -------- | --------------- | --------------- | -------------------------------------------- | ---------------------------- | --------------- | ------------- |
|         | C-M     | 20       | 4 octobre 2017  | 24 avril 2018   | 4 octobre 2017                               | 25 avril 2018                | TBA             | TBA           |
|         | 1       | 52       | 14 avril 2018   | 26 janvier 2019 | 9 avril 2018 (TiJi) 2 septembre 2018 (Gulli) | 1er février 2019 (Gulli Max) | 2 juin 2018     | TBA           |

### Courts-métrages (2017–18)

#### «Notre Monde de Pet Shop»
| № | Titre                                                                               | Diffusions originale | Diffusions française |
| --- | ----------------------------------------------------------------------------------- | -------------------- | -------------------- |
| 1 | Bienvenue au Littlest Pet Shop ! Welcome to the Littlest Pet Shop                   | 4 octobre 2017       | 4 octobre 2017       |
| Lorsque Bev voit une vieille vidéo (à son avis, surtout ennuyeuse) « Bienvenue à Paw-Tucket » diffusée dans le Littlest Pet Shop, elle convainc Monsieur Yut qu’elle serait la vedette parfaite d’une nouvelle série de vidéos « Bienvenue à Paw-Tucket », en commençant par celle du Littlest Pet Shop. |                                                                                     |                      |                      |
| 2 | Bienvenue sur le Bateau de Croisière Littlest Pet Shop ! Welcome to the Cruise Ship | 11 octobre 2017      | 11 octobre 2017      |
| Bev est super excitée à l’idée de partir pour la première fois en voyage à bord du bateau de croisière Littlest Pet Shop, mais malheureusement, elle est une tortue terrestre, alors elle n’a pas le pied marin.                                                                                         |                                                                                     |                      |                      |
| 3 | Bienvenue aux Pet Ultimate Appartements ! Welcome to the PetUltimate Apartments     | 18 octobre 2017      | 18 octobre 2017      |
| Bev montre la variété de chambres spécifiques aux Pet Shop disponibles dans les Pet Ultimate Appartements. Mais malheureusement, il y a beaucoup trop d’appartements à faire visiter dans une courte vidéo « Bienvenue à ».                                                                              |                                                                                     |                      |                      |
| 4 | Bienvenue au Centre Sportif ! Welcome to the Fitness Center                         | 25 octobre 2017      | 25 octobre 2017      |
| Bev tente de trouver la "zen attitude" en cours de yoga au Centre sportif Pompa'pattes, mais son enthousiasme pour le yoga pourrait bien mettre en péril le zen des autres élèves. |                                                                                     |                      |                      |
| 5 | Bienvenue au Salon de Coiffure ! Welcome to the Shake 'n Dry Salon                  | 1er novembre 2017    | 1er novembre 2017    |
| Bev montre tout ce que le salon de coiffure Pet Shop peut offrir, mais elle apprend à ses dépens que pour révéler sa meilleure personnalité, il faut parfois relever des défis difficiles. |                                                                                     |                      |                      |
| 6 | Bienvenue au Stade de Paw-Tucket ! Welcome to Paw-Tucket Stadium                    | 8 novembre 2017      | 8 novembre 2017      |
| Quand la chanteuse du groupe préféré de Bev perd la voix juste avant un concert, Bev essaie de convaincre le groupe qu’elle serait la parfaite remplaçante pour le show. |                                                                                     |                      |                      |
| 7 | Bienvenue au Cours de Spin ! Welcome to Spin Class                                  | 15 novembre 2017     | 15 novembre 2017     |
| Au Centre sportif Pompa'pattes, Bev s’inscrit au cours de spinning intense, mais à la vitesse d'une tortue. |                                                                                     |                      |                      |
| 8 | Bienvenue à l'Auberge Chill-Out ! Welcome to Chill-Out Inn                          | 22 novembre 2017     | 22 novembre 2017     |
| Pendant qu’elle fait visiter l’Auberge Chill-out, Bev se retrouve embringuée dans une course de ski avec un lapin des neiges. Un vrai remake de la fable "Le Lièvre et la Tortue", mais à skis. |                                                                                     |                      |                      |
| 9 | Bienvenue au Parc de Paw-Tucket ! Welcome to Paw-Tucket Park                        | 29 novembre 2017     | 29 novembre 2017     |
| Bev tourne sa vidéo « Bienvenue à Paw-Tucket » du parc de Paw-Tucket, où elle s’invite à toutes sortes de soirées au point de presque oublier celle qui lui est dédiée. |                                                                                     |                      |                      |
| 10 | Bienvenue au Parc d'Attractions ! Welcome to the Amusement Park                     | 6 décembre 2017      | 6 décembre 2017      |
| Bev surmonte ses peurs et monte dans le terrifiant roller-coaster Saut de Lapin. |                                                                                     |                      |                      |

#### «On veille avec Bev»
| №  | Titre                                                           | Diffusions originale | Diffusions française |
| -- | --------------------------------------------------------------- | -------------------- | -------------------- |
| 11 | Recherche de Talent Talent Search                               | 20 février 2018      | 20 février 2018      |
|    |                                                                 |                      |                      |
| 12 | Unboxing en Direct ! Unboxing Live                              | 27 février 2018      | 28 février 2018      |
|    |                                                                 |                      |                      |
| 13 | Compétition de Danse : Hip-Hop ! Hip-Hop Dance-Off!             | 6 mars 2018          | 7 mars 2018          |
|    |                                                                 |                      |                      |
| 14 | Interview avec Mac Hedgyhog Interview w/ Mac Hedgyhog           | 13 mars 2018         | 14 mars 2018         |
|    |                                                                 |                      |                      |
| 15 | Compétition de Danse : Bollywood ! Bollywood Dance-Off!         | 20 mars 2018         | 21 mars 2018         |
|    |                                                                 |                      |                      |
| 16 | Manny en Ville Manny About Town                                 | 27 mars 2018         | 28 mars 2018         |
|    |                                                                 |                      |                      |
| 17 | Compétition de Danse : BALLET ! Ballet Dance-Off!               | 3 avril 2018         | 4 avril 2018         |
|    |                                                                 |                      |                      |
| 18 | Compétition de Danse : PATINAGE ! Ice Dance-Off!                | 10 avril 2018        | 11 avril 2018        |
|    |                                                                 |                      |                      |
| 19 | Interview avec Savannah Cheetaby Interview w/ Savannah Cheetaby | 17 avril 2018        | 18 avril 2018        |
|    |                                                                 |                      |                      |
| 20 | Compétition de Danse : DANSE MODERNE ! Modern Dance-Off!        | 24 avril 2018        | 25 avril 2018        |
|    |                                                                 |                      |                      |

### Saison 1 (2018)
| № | Titre                                                                    | Réalisateur(s)    | Scénariste(s)                 | 1re diff. aux États-Unis | 1re diff. en France                              |
| --- | ------------------------------------------------------------------------ | ----------------- | ----------------------------- | ------------------------ | ------------------------------------------------ |
| 1 | Les meilleures amis de l'Homme A Pet's Best Friend Is...                 | Gillian Comerford | Tim Maile et Douglas Tuber    | 14 avril 2018            | 9 avril 2018 (TiJi) 2 septembre 2018 (Gulli)     |
| Roxie est engagée par la star de la pop Savannah pour garder sa maison. Elle se trouve bientôt entourée des animaux les plus cools de Paw-Tucket. Jade avertit Roxie que les snobs l'utilisent pour avoir accès à l'appartement de Savannah et organiser une fête... |                                                                          |                   |                               |                          |                                                  |
| 2 | Pour l'amour de Jade Pet, Peeved                                         | Gillian Comerford | Tim Maile et Douglas Tuber    | 14 avril 2018            | 9 avril 2018 (TiJi) 2 septembre 2018 (Gulli)     |
| Quand la vie à deux avec Jade devient un problème, Roxie prend la décision d'être une meilleure colocataire, même si ses efforts viennent contrecarrer l'objectif de Jinx de devenir un meilleur vlogger... |                                                                          |                   |                               |                          |                                                  |
| 3 | Panique sur la grande roue The Wheel Deal                                | Gillian Comerford | Char Easton et Maggie Parr    | 14 avril 2018            | 10 avril 2018 (TiJi) 5 septembre 2018 (Gulli)    |
| Roxie et ses amis assistent à un carnaval de Paw-Tucket, où Jade se retrouve coincée sur une grande roue cassée avec Scoot le raton laveur. Trip devient de plus en plus frustré car sa petite taille l'empêche de faire un manège. |                                                                          |                   |                               |                          |                                                  |
| 4 | Vol de nuit In the Steal of the Night                                    | Gillian Comerford | Professor Rich                | 14 avril 2018            | 11 avril 2018 (TiJi) 5 septembre 2018 (Gulli)    |
| De nombreux vols ont lieu à Paw-Tucket et toutes les preuves désignent Duke. Roxie et Jade sont décidées à prouver l'innocence de leur ami... |                                                                          |                   |                               |                          |                                                  |
| 5 | Tous en chœur Pitch Im-Purr-Fect                                         | Gillian Comerford | Nina Bargiel                  | 21 avril 2018            | 12 avril 2018 (TiJi) 9 septembre 2018 (Gulli)    |
| Edie a le sentiment qu'elle va enfin pouvoir former un groupe de chanteurs afin de participer au concours a cappella de Paw-Tucket. Mais Quincy se révèle être un épouvantable interprète et elle va tout faire pour l'empêcher de gâcher leur chance... |                                                                          |                   |                               |                          |                                                  |
| 6 | La soirée pyjama The Big Sleep-Over                                      | Gillian Comerford | Kelly D'Angelo                | 21 avril 2018            | 13 avril 2018 (TiJi) 9 septembre 2018 (Gulli)    |
| Roxie est bien décidée à organiser la plus formidable soirée pyjama de tous les temps, afin de convaincre Jade, qui reste sceptique, que les soirées pyjama sont très amusantes. Mais tout va de travers et les invités sont sur le point de se disputer... |                                                                          |                   |                               |                          |                                                  |
| 7 | La bourse aux jouets Let It Go (Not the Hit Song)                        | Gillian Comerford | Rachelle Romberg              | 28 avril 2018            | 16 avril 2018 (TiJi) 12 septembre 2018 (Gulli)   |
| Roxie donne par erreur un jouet auquel Jade est très attachée à une collecte pour une vente de charité. La petite chienne va arpenter les rues de Paw-Tucket afin de récupérer ledit jouet... |                                                                          |                   |                               |                          |                                                  |
| 8 | Un pour tous, tous plus vite ! The Fast and Fur-ious                     | Gillian Comerford | Ralph Greene                  | 28 avril 2018            | 17 avril 2018 (TiJi) 12 septembre 2018 (Gulli)   |
| Petula et ses amis recrutent un lapin ultra rapide pour remporter une course d'agilité. Roxie et ses amis parient qu'Austin peut battre ce lapin. Malheureusement, le jour de la course, Austin est affligé d'une collerette. Roxie et les autres vont former une équipe de relais pour remplacer Austin... |                                                                          |                   |                               |                          |                                                  |
| 9 | Tout pour la gloire ! Show Your Beau                                     | Gillian Comerford | Dave Polsky                   | 5 mai 2018               | 18 avril 2018 (TiJi) 16 septembre 2018 (Gulli)   |
| Bev et ses amis sont surexcités parce que le vieil ami de Bev, Beau, vient lui rendre visite et il n'est autre que le producteur de l'émission de télévision préférée d'Eddie. Mais ils découvrent que Beau n'est pas aussi intéressant qu'ils se l'imaginaient... |                                                                          |                   |                               |                          |                                                  |
| 10 | Quincy Le Brave A Brave New Quincy                                       | Gillian Comerford | Jordana Arkin                 | 5 mai 2018               | 19 avril 2018 (TiJi) 16 septembre 2018 (Gulli)   |
| À la suite d'un coup sur la tête, Quincy perd un bref instant la mémoire. Trip en profite pour le convaincre qu'il est beaucoup plus audacieux qu'il ne le croyait, de façon qu'ils puissent s'amuser ensemble. Quincy va vouloir vivre des aventures de plus en plus risquées jusqu'au moment où Trip devra le sauver de lui-même...                                                                                         |                                                                          |                   |                               |                          |                                                  |
| 11 | Tous sur le pont All Decked Out                                          | Gillian Comerford | Tim Maile et Douglas Tuber    | 12 mai 2018              | 20 avril 2018 (TiJi) 19 septembre 2018 (Gulli)   |
| Bev et ses amis sont invités à un dîner officiel sur le bateau de croisière en l'honneur d'un Corgi royal. Bev insiste pour que ses amis se montrent bien élevés, mais leurs efforts auront des résultats médiocres, voire désastreux... |                                                                          |                   |                               |                          |                                                  |
| 12 | Le Pic de l'Aigle Bev on the Edge                                        | Gillian Comerford | Whitney Ralls                 | 12 mai 2018              | 23 avril 2018 (TiJi) 19 septembre 2018 (Gulli)   |
| Bev annonce à ses amis qu'elle va faire un plongeon depuis le pic de l'Aigle, la plus haute falaise de Paw-Tucket. Ses amis sont très inquiets, mais malgré leurs efforts, ils n'arrivent pas à dissuader la petite tortue. Ils élaborent un plan pour sécuriser l'arrivée au sol... |                                                                          |                   |                               |                          |                                                  |
| 13 | La vie sauvage The Call of the Mild                                      | Gillian Comerford | Rick Williams                 | 19 mai 2018              | 24 avril 2018 (TiJi) 23 septembre 2018 (Gulli)   |
| Roxie trouve qu'elle et ses amis se sont ramollis par leur vie confortable. Elle les persuade de participer à un séminaire de vie sauvage afin de libérer leur «animal intérieur». Quand le coach, un ours débonnaire, entre en hibernation après avoir mangé trop de miel, Roxie et les autres vont devoir faire appel à leur instinct pour sortir de la forêt...                                                            |                                                                          |                   |                               |                          |                                                  |
| 14 | Maladroit comme un chat Four Left Feet                                   | Gillian Comerford | Heather Nuhfer                | 19 mai 2018              | 25 avril 2018 (TiJi) 23 septembre 2018 (Gulli)   |
| Roxie mentionne innocemment à Edie et Bev que Jade est incapable de retomber sur ses pattes, sans savoir que Jade en a honte et a soigneusement gardé le secret. Horrifiée d'avoir trahi son amie, Roxie se voit contrainte de courir dans tout Paw-Tucket afin d'empêcher la nouvelle de se répandre... |                                                                          |                   |                               |                          |                                                  |
| 15 | La mode selon Jade Copycats, Copy-Dogs & Copy-Iguanas                    | Gillian Comerford | Kara Lee Burk                 | 26 mai 2018              | 26 avril 2018 (TiJi) 26 septembre 2018 (Gulli)   |
| Jade utilise le tissu d'un vieux coussin pour se faire un foulard et sa création déclenche un phénomène de mode. Elle est copiée par tous les animaux de Paw-Tucket qui se mettent à la suivre comme son ombre. Toute cette attention indésirable rend Jade très malheureuse... |                                                                          |                   |                               |                          |                                                  |
| 16 | Une simple imitation The Imitation Game                                  | Gillian Comerford | Steve Aranguren               | 26 mai 2018              | 27 avril 2018 (TiJi) 26 septembre 2018 (Gulli)   |
| Quincy se rend compte qu'il est très doué pour les imitations et pour la première fois, il devient une célébrité locale. Malheureusement, son imitation d'Edie humilie son amie. Quincy se retrouve alors devant un dilemme... |                                                                          |                   |                               |                          |                                                  |
| 17 | Le redoutable capitaine Bev The Purr-fect Storm                          | Gillian Comerford | Kate Leth                     | 26 mai 2018              | 22 juillet 2018 (TiJi) 30 septembre 2018 (Gulli) |
| Le capitaine et l'équipage du bateau de croisière se retrouvent hypnotisés et incapables de faire leur travail. Bev enrôle alors ses amis pour s'occuper du bateau. Toutefois, Bev s'avère un redoutable capitaine, tyrannique au point de susciter une mutinerie générale. Mais soudain, un véritable danger approche... |                                                                          |                   |                               |                          |                                                  |
| 18 | Fais-moi peur ! Spooky Tails                                             | Gillian Comerford | Tim Maile et Douglas Tuber    | 26 mai 2018              | 22 juillet 2018 (TiJi) 30 septembre 2018 (Gulli) |
| En camping, les animaux organisent un concours d'histoires effrayantes. Trip est persuadé d'être le vainqueur et en effet, il terrorise les autres avec son récit. Mais lorsque le personnage de son histoire semble devenir réel, il se fait peur... |                                                                          |                   |                               |                          |                                                  |
| 19 | La folie des cristaux Crystal Fever                                      | Gillian Comerford | Julia Prescott                | 26 mai 2018              | 23 juillet 2018 (TiJi) 3 octobre 2018 (Gulli)    |
| Jade nourrit une passion secrète pour les cristaux. Quand un grand rassemblement des amateurs de cristaux est organisé à Paw-Tucket, elle craque pour un cristal rare... |                                                                          |                   |                               |                          |                                                  |
| 20 | Trip roi de la danse So Trip Thinks He Can Dance?                        | Gillian Comerford | Jenna Martin                  | 26 mai 2018              | 24 juillet 2018 (TiJi) 3 octobre 2018 (Gulli)    |
| Trip s'entraîne à danser le hip hop. Petula le filme en cachette et poste la vidéo sur laquelle il se livre à toutes sortes de mouvements désordonnés. La vidéo devient virale et Trip, qui ne sait pas que sa popularité n'est pas due à son talent, se voit déjà en nouvelle star du hip-hop. De leur côté, ses amis se demandent comment lui expliquer que tout le monde se moque de lui...                                |                                                                          |                   |                               |                          |                                                  |
| 21 | Des plumes et des boules de cristal Fine, Feathered Fortune Teller       | Gillian Comerford | Professor Rich                | 26 mai 2018              | 25 juillet 2018 (TiJi) 7 octobre 2018 (Gulli)    |
| Edie se sent très liée à son rôle de diseuse de bonne aventure dans sa dernière pièce et soupçonne qu'elle pourrait avoir des capacités psychiques. Le soupçon se confirme lorsque ses vagues prédictions semblent se réaliser. |                                                                          |                   |                               |                          |                                                  |
| 22 | L'ouragan Scrappers Scrappers Keepers                                    | Gillian Comerford | Kelly D'Angelo et Nick Watson | 26 mai 2018              | 26 juillet 2018 (TiJi) 7 octobre 2018 (Gulli)    |
| Le maire s'inquiète du fait que les Scrappers toujours joyeusement destructeurs pourraient gâcher un prochain défilé, alors il enrôle Roxie, Jade et Edie pour garder les boules de feu juvéniles. |                                                                          |                   |                               |                          |                                                  |
| 23 | Ça roule pour Bev ! Bev Rolls with It                                    | Gillian Comerford | Rachelle Romberg              | 26 mai 2018              | 27 juillet 2018 (TiJi) 10 octobre 2018 (Gulli)   |
| Bev, toujours à la recherche de nouveauté, rejoint une équipe de patineuses à roulettes : les Coups de Tonnerre. Le don naturel de Bev et sa motivation redonnent à l'équipe l'espoir de gagner une course. Mais Bev se donne tellement à fond dans ce nouveau sport qu'elle finit par s'épuiser et se blesser... |                                                                          |                   |                               |                          |                                                  |
| 24 | Trip sur la voie rapide CEO Trip                                         | Gillian Comerford | Ralph Greene                  | 26 mai 2018              | 28 juillet 2018 (TiJi) 10 octobre 2018 (Gulli)   |
| Trip participe à une émission de télévision pour présenter sa nouvelle invention : une roue de hamster volante. Il trouve un investisseur et devient rapidement l'inventeur le plus célèbre de Paw-Tucket... |                                                                          |                   |                               |                          |                                                  |
| 25 | Les fabuleux Roman et Ray The Incredible Roman and Ray                   | Gillian Comerford | Char Easton et Maggie Parr    | 26 mai 2018              | 29 juillet 2018 (TiJi) 14 octobre 2018 (Gulli)   |
| Bev auditionne pour devenir l'assistante du duo de magiciens le plus célèbre de Paw-Tucket : les fabuleux Roman et Ray, un bulldog tibétain et un lapin qui font des tours extraordinaires. Malheureusement, ils se disputent sans cesse comme un vieux couple... |                                                                          |                   |                               |                          |                                                  |
| 26 | Jade se bouge les papattes Paw It Forward                                | Gillian Comerford | Jordana Arkin                 | 26 mai 2018              | 30 juillet 2018 (TiJi) 14 octobre 2018 (Gulli)   |
| Sherwin, un chien de berger timide et nouveau à Paw-Tucket, se blesse la patte en essayant de jouer son rôle de chien de berger auprès de Petula. Roxy, enthousiaste, et Jade, un peu moins enthousiaste, l'invitent chez elles le temps que sa patte guérisse... |                                                                          |                   |                               |                          |                                                  |
| 27 | Chasser vos peurs Clear the Fear                                         | Gillian Comerford | Dave Polsky                   | 6 octobre 2018           | 17 octobre 2018 (Gulli)                          |
| Quincy, fatigué d'avoir peur de tant de choses, s'inscrit à un séminaire sur la conquête des peurs, qui se tiendra au Chill-Out Inn; Le voyage accompagne son copain, pensant que ce sera une bonne occasion de faire du ski. |                                                                          |                   |                               |                          |                                                  |
| 28 | Jade, la chanceuse The Jade Luck Club                                    | Gillian Comerford | Tim Maile et Douglas Tuber    | 6 octobre 2018           | 17 octobre 2018 (Gulli)                          |
| Roxie remarque que Jade a une chance exceptionnelle, un fait que Jade essaie de garder secret; Edie a une chance désastreuse, au point qu'elle envisage de jeter l'éponge sur sa carrière d'actrice. |                                                                          |                   |                               |                          |                                                  |
| 29 | Bev débordée Double Booked Bev                                           | Gillian Comerford | Rick Williams                 | 6 octobre 2018           | 21 octobre 2018 (Gulli)                          |
| Bev charge son programme de cours d'auto-amélioration encore plus que d'habitude, ce qui incite Edie à craindre que cela ne lui fasse manquer l'exposition d'art; Bev, déterminée à prouver qu'il n'y en a pas trop dans son assiette, en prend encore plus. |                                                                          |                   |                               |                          |                                                  |
| 30 | Neuf vies à vivre Nine Lives to Live                                     | Gillian Comerford | Whitney Ralls                 | 6 octobre 2018           | 21 octobre 2018 (Gulli)                          |
| Edie, après avoir regardé des heures et des heures de son feuilleton préféré, est encore plus délirante que d'habitude et commence à voir chaque interaction personnelle comme un conflit de feuilleton; elle en vient rapidement à croire que Trip et Roxie se disputent amèrement. |                                                                          |                   |                               |                          |                                                  |
| 31 | Avec ou sans maire ? Mayor May Not                                       | Gillian Comerford | Heather Nuhfer                | 13 juillet 2018          | 24 octobre 2018 (Gulli)                          |
| Le maire, fatigué d'être tenu pour acquis par les habitants de Paw-Tucket, décide d'arrêter et d'aller se détendre sur une plage quelque part; les animaux en ville découvrent rapidement à quel point ils dépendent du maire pour les innombrables choses qu'il fait pour faire fonctionner Paw-Tucket. |                                                                          |                   |                               |                          |                                                  |
| 32 | Le club des griffeurs d'arbres The Scratch Tree Society                  | Gillian Comerford | Sam Freiberger                | 13 juillet 2018          | 24 octobre 2018 (Gulli)                          |
| Bev est ravie de découvrir la Scratch Tree Society, un prestigieux club social privé qui fait du bon travail à Paw-Tucket; quand elle demande à rejoindre, cependant, elle est consternée de réaliser que le test d'adhésion ne peut vraiment être accompli que par des chats. |                                                                          |                   |                               |                          |                                                  |
| 33 | La douceur du foyer Homesick as a Dog                                    | Gillian Comerford | Jenna Martin                  | 13 octobre 2018          | 28 octobre 2018 (Gulli)                          |
| Roxy a découvert que, quand elle ne rend pas visite à sa famille humaine à intervalles réguliers, elle éprouve une grande nostalgie. Quand elle perd sa clé et ne peut plus rentrer dans le monde des humains, la situation devient grave. Edie, Bev et Jade vont tout faire pour la sortir de sa tristesse tandis que Trip et Quincy se lancent à la recherche de la clé disparue...                                         |                                                                          |                   |                               |                          |                                                  |
| 34 | Insomnie à Paw-Tucket Sleepless in Paw-Tucket                            | Gillian Comerford | Tim Maile et Douglas Tuber    | 13 octobre 2018          | 28 octobre 2018 (Gulli)                          |
| Jade est vexée quand on lui fait remarquer qu'elle a besoin de faire la sieste. Elle déclare alors qu'elle pourrait parfaitement passer toute une journée sans dormir. Déterminée à le prouver, elle s'interdit de faire la sieste mais cette privation de sommeil modifie étrangement sa personnalité... |                                                                          |                   |                               |                          |                                                  |
| 35 | Le fan numéro un Biggest Fan                                             | Gillian Comerford | Heather Nuhfer                | 27 octobre 2018          | 31 octobre 2018 (Gulli)                          |
| Quincy et Trip ont gagné un concours dont le prix est un dîner avec Savannah dans son dirigeable. Tous deux sont impatients. Mais Savannah est allergique aux hamsters. Bev va donc prendre la place de Trip... |                                                                          |                   |                               |                          |                                                  |
| 36 | Pet side story Pet Side Story                                            | Gillian Comerford | Kate Leth                     | 27 octobre 2018          | 31 octobre 2018 (Gulli)                          |
| Edie a la chance de mettre en scène et d'interpréter le rôle principal dans sa comédie musicale préférée «Pet Side Story». Mais, elle découvre que la régisseuse du théâtre, une chauve-souris timide nommée Carmilla, est en fait une actrice et une chanteuse de très grand talent. Edie et ses amis élaborent un plan pour que Carmilla puisse surmonter sa timidité et prendre sur scène la place qui lui revient...      |                                                                          |                   |                               |                          |                                                  |
| 37 | Double jeu Seeing Double                                                 | Gillian Comerford | Rachelle Romberg              | 3 novembre 2018          | Février 2019 (Gulli Max)                         |
| Edie découvre qu'elle a un sosie, Didi, un perroquet qui vit à la campagne. Comme Edie a du mal à entrer dans son nouveau personnage de fille de la campagne, elle persuade Didi d'échanger leur vie. Didi apprécie beaucoup les amis d'Edie et la vie trépidante de Paw-Tucket. En fait, elle les apprécie tellement que, quand Edie revient, Didi n'est pas du tout disposée à la laisser reprendre son ancienne vie...     |                                                                          |                   |                               |                          |                                                  |
| 38 | L'art ancestral du Net-fu The Ancient Art of Clean Fu                    | Gillian Comerford | Jim Martin                    | 3 novembre 2018          | Février 2019 (Gulli Max)                         |
| Trip est très enthousiaste à l'idée de voir Croak Froggis, une grenouille maître en arts martiaux et son équipe d'acrobates. Il rencontre la grenouille le matin de leur démonstration et Croak l'invite à participer à la démonstration. Trip n'a plus qu'à apprendre les arts martiaux... |                                                                          |                   |                               |                          |                                                  |
| 39 | Trésors cachés et plaisirs coupables Hidden Treasures & Guilty Pleasures | Gillian Comerford | Jenna Martin                  | 10 novembre 2018         | Février 2019 (Gulli Max)                         |
| Edie et Gavin démarrent une amitié improbable fondée sur leur passion commune pour une série de romans de pirates. Cependant, craignant que leurs amis les considèrent comme des geeks à cause de cette passion, ils se donnent beaucoup de mal pour la garder secrète... |                                                                          |                   |                               |                          |                                                  |
| 40 | La boîte à suggestions Take This Suggestion                              | Gillian Comerford | Tim Maile et Douglas Tuber    | 10 novembre 2018         | Février 2019 (Gulli Max)                         |
| Dans un moment de faiblesse, Mister Yut autorise Austin à installer une boîte à suggestions. En mettant quelques idées en application, Mister Yut commence à recevoir des compliments. Il décide alors de les mettre toutes en pratique. Il ne tarde pas à constater qu'il n'y a rien de pire que satisfaire tous les animaux en même temps...                                                                                |                                                                          |                   |                               |                          |                                                  |
| 41 | La fête du littoral et du rural Surf and Turf Shindig                    | Gillian Comerford | Tim Maile et Douglas Tuber    | 17 novembre 2018         | Février 2019 (Gulli Max)                         |
| Bev se sent partagée entre le monde aquatique et le monde terrestre. Elle organise une rencontre Terre-Mer pour permettre à ses deux groupes d'amis de se rencontrer. Mais l'événement suscite plus d'embarras qu'autre chose... |                                                                          |                   |                               |                          |                                                  |
| 42 | Austin LaVista Austin La Vista                                           | Gillian Comerford | Tim Maile et Douglas Tuber    | 17 novembre 2018         | Février 2019 (Gulli Max)                         |
| Roxie, Twitch et la bande jouent au Paw-ky avec Austin, qui est si fort à ce jeu que les autres ne le trouvent plus amusant. Ils inventent alors différentes excuses pour ne plus jouer avec Austin. Celui-ci interprète mal ce refus et pense que les autres animaux ne veulent plus rien faire en sa compagnie... |                                                                          |                   |                               |                          |                                                  |
| 43 | Grande sœur, petit chiot Big Sis, Lil Pup                                | Gillian Comerford | Tim Maile et Douglas Tuber    | 1er décembre 2018        | Février 2019 (Gulli Max)                         |
| Roxie s'est inscrite au programme «Copains comme cochons», pour être la tutrice d'un jeune animal de Paw-Tucket. Elle est pressée de connaître son nouveau copain et est décidée à participer à toutes les activités préconisées... |                                                                          |                   |                               |                          |                                                  |
| 44 | Trip et son record Trip for the Record                                   | Gillian Comerford | Tim Maile et Douglas Tuber    | 1er décembre 2018        | Février 2019 (Gulli Max)                         |
| Ayant le sentiment qu'il est le seul animal de Paw-Tucket à ne rien avoir accompli d'unique, Trip décide d'entrer dans le Livre des Records de Paw-Tucket. Hélas, il échoue à toutes ses tentatives de records. Déprimé, il annonce qu'il renonce... |                                                                          |                   |                               |                          |                                                  |
| 45 | Le canapé est toujours plus vert The Couch Is Always Greener...          | Gillian Comerford | Tim Maile et Douglas Tuber    | 8 décembre 2018          | Février 2019 (Gulli Max)                         |
| Jade et Roxie n'arrivent plus à cohabiter et décident toutes les deux de déménager et de partir à la recherche du colocataire idéal. Après plusieurs tentatives vaines, elles se rendent compte qu'elles se manquent mutuellement, et que finalement elles avaient toutes les deux déjà trouvé la colocataire qui leur convenait. Elles se retrouvent et reprennent leur appartement, que Scoot avait squatté entre temps...  |                                                                          |                   |                               |                          |                                                  |
| 46 | Comportement modèle Model Behavior                                       | Gillian Comerford | Tim Maile et Douglas Tuber    | 8 décembre 2018          | Février 2019 (Gulli Max)                         |
| Roxie et Bev sont chargées d'organiser le défilé de mode de Mademoiselle Wisteria. C'est plus compliqué qu'il n'y parait, avec des mannequins tous plus capricieux les uns que les autres. Grâce à l'aide de leurs amis, le défilé finit par être un franc succès... |                                                                          |                   |                               |                          |                                                  |
| 47 | Surprise ! Animos Zombies ! Surprise! Paw-Zombies!                       | Gillian Comerford | Tim Maile et Douglas Tuber    | 15 décembre 2018         | Février 2019 (Gulli Max)                         |
| Roxie organise une surprise pour l'anniversaire de Jade, qui est inspirée du film préféré de Jade : «La mi-matinée des Animos Zombies». L'idée est de faire croire à Jade que Paw-Tucket est déserte, à l'exception de quelques animos-zombies. Mais les efforts acharnés de Jade pour assurer sa survie vont compromettre les plans de Roxie...                                                                              |                                                                          |                   |                               |                          |                                                  |
| 48 | Mystères radiophoniques The Big Paw'd-Cast                               | Gillian Comerford | Tim Maile et Douglas Tuber    | 15 décembre 2018         | Février 2019 (Gulli Max)                         |
| Eddie et Jade produisent un feuilleton-mystère radiophonique qui fait un carton. Roxie, grande fan de la série, désespère de savoir comment ça va se terminer, et se décide à traquer les créateurs de la série pour qu'ils lui dévoilent tout. Eddie et Jade, qui veulent garder leur identité secrète jusqu'à la diffusion du dernier épisode, vont devoir redoubler d'efforts pour empêcher Roxie d'apprendre la vérité... |                                                                          |                   |                               |                          |                                                  |
| 49 | Les chats et la curiosité Curiosity and Cats                             | Gillian Comerford | Tim Maile et Douglas Tuber    | 22 décembre 2018         | Février 2019 (Gulli Max)                         |
| Quand Simon Puggerson organise une fête costumée mystérieuse au Littlest Petshop, Jade est réticente. Mais les autres animaux réussissent à la convaincre, et pendant qu'ils se déguisent en animaux différents, Jade laisse sa curiosité prendre le pas... |                                                                          |                   |                               |                          |                                                  |
| 50 | Faites passer le bâton aux histoires Fetch the Story Stick               | Gillian Comerford | Tim Maile et Douglas Tuber    | 22 décembre 2018         | Février 2019 (Gulli Max)                         |
| |                                                                          |                   |                               |                          |                                                  |
| 51 | Les yeux et les oreilles de Paw-Tucket Eyes and Ears of Paw-Tucket       | Gillian Comerford | Tim Maile et Douglas Tuber    | 26 janvier 2019          | Février 2019 (Gulli Max)                         |
| Roxie est fan de l'émission «Les Yeux et les Oreilles de Paw-Tucket» et elle commence à paniquer quand on lui propose de devenir journaliste, car elle ne se résout pas à déterrer des scandales ou à dénoncer la corruption... |                                                                          |                   |                               |                          |                                                  |
| 52 | Date d'anniversaire Get Her to the LPS                                   | Gillian Comerford | Tim Maile et Douglas Tuber    | 26 janvier 2019          | Février 2019 (Gulli Max)                         |
| Bev et Roxie organisent un concert surprise de Savannah pour l'anniversaire de Mister Yut. Malheureusement, Bev se trompe de date et elle doit retrouver Savannah, partie en vacances au ski, pendant que Roxie et ses amis s'occupent des préparatifs à Paw-Tucket, et se préparent à l'éventualité de faire un spectacle si Savannah n'était pas disponible...                                                              |                                                                          |                   |                               |                          |                                                  |